# Amerila bipartita
Amerila bipartita är en fjärilsart som beskrevs av Rothschild 1910. Amerila bipartita ingår i släktet Amerila och familjen björnspinnare. Inga underarter finns listade i Catalogue of Life.